# Minamikata
Minamikata (japonsky 南方駅, Minamikata-eki) je neobsazená železniční stanice společnosti JR Kjúšú na trati Ničinan. Zastavují zde pouze osobní vlaky.

## Navazující stanice
JR Kjúšú
Trať Ničinan
■Spěšné vlaky Ničinan Marine (japonsky 日南マリーン号)
vlaky stanicí projíždějí
■Osobní vlaky
Tajoši (2,2 km) ◄ Minamikata ► (3,3 km) Kibana